# Cridaner de Hall
El cridaner de Hall (Pomatostomus halli) és un ocell de la família dels pomatostòmids que viu en zones àrides amb acacies i arbustos del centre-est d'Austràlia, i que no va ser descobert fins al 1964.